# شبح درون پوسته (فیلم ۲۰۱۷)
شبح درون پوسته (به انگلیسی: Ghost in the Shell) فیلمی در ژانر سایبرپانک علمی–تخیلی به کارگردانی روپرت سندرز و محصول سال ۲۰۱۷ ایالات متحده آمریکا است. فیلم‌نامه فیلم توسط ویلیام ویلر، جیمی موس و ایرن کروگر بر اساس مجموعه مانگایی ژاپنی به همین نام از ماسامونه شیرو به رشته تحریر درآمده است. در این فیلم بازیگرانی همچون اسکارلت جوهانسون، پیلو اسبک، تاکشی کیتانو، مایکل پیت، چین هان و ژولیت بینوش ایفای نقش می‌کنند.
نخستین نمایش شبح درون پوسته در تاریخ ۱۶ مارس ۲۰۱۷ در شینجوکو، توکیو بود و سپس توسط پارامونت پیکچرز در ۳۱ مارس ۲۰۱۷ در ایالات متحده به صورت سه‌بعدی و آی‌مکس اکران شد. فیلم با واکنش‌های ضد و نقیضی همراه بود؛ که سبک تجسمی، صحنه‌های اکشن، فیلم‌برداری و موسیقی آن مورد ستایش قرار گرفت، اما منتقدان داستان و عدم سیر تکامل شخصیت‌ها را مورد انتقاد قرار دادند. همچنین انتخاب بازیگران قفقازی، به‌ویژه جوهانسون در نقش اصلی، اتهامات نژادپرستی و نقش‌آفرینی یک سفیدپوست در نقشی غیر سفیدپوست را در ایالات متحده به همراه داشت. اگرچه این نظر مامورو اوشی، کارگردان انیمه اصلی بود که به شدت الهام بخش فیلم بود، اما دلیلی برای این اتهام وجود نداشت. این فیلم ۱۶۹ میلیون دلار در سراسر جهان فروش کرد در حالی که بودجهٔ ساختش ۱۱۰ میلیون دلار بوده است.

## داستان
در آینده‌ای نزدیک، انسان با پیشرفت‌های سایبرنتیک در ویژگی‌هایی مانند بینایی، قدرت و توانایی ذهنی تقویت می‌شود. در این بین یک شرکت توسعه‌دهنده افزونه، به نام هانکا رباتیکس یک پروژه مخفی برای ایجاد یک بدن مصنوعی یا «پوسته» ایجاد می‌کند که قادر به ادغام مغز انسان در ازای یک هوش مصنوعی است. میرا کیلیان، تنها بازمانده از حمله سایبرتروریسم است که والدینش را به قتل رساند، و پس از آسیب دیدن بدن وی، به عنوان نمونه آزمایشی انتخاب می‌شود. بر خلاف اعتراض طراحش دکتر آولت، مدیر عامل اجرایی شرکت هانکا رباتیکس، آقای کاتر، تصمیم به استفاده از کیلیان به عنوان یک عامل ضدتروریسم گرفت.
یک سال بعد، کیلیان رتبه سرگرد را در مبارزه با عوامل ضدتروریسم در بخش ۹ دفتر به دست آورد، که در کنار همکارانش باتوئو و تُوگوسا و زیر نظر رئیس دایسکی آراماکی کار می‌کرد. کیلیان، توهماتی را تجربه می‌کند که دکتر آولت آن‌ها را به عنوان خطاهای سیستمی از بین می‌برد، و از اینکه مقدار ناچیزی از گذشته‌اش به یاد دارد، نگران بود. این تیم حمله تروریستی به یک کنفرانس تجاری هانکا را خنثی می‌کند، و کیلیان یک گیشای رباتیک را پس از قتل یک گروگان از بین می‌برد. کیلیان پس از اطلاع از هک شدن گیشا توسط نهادی ناشناخته معروف به کوزه، قوانین را زیر پا گذاشته و برای یافتن پاسخ در هوش مصنوعی‌اش غوطه‌ور می‌شود. سپس این نهاد اقدامی ضد هک انجام می‌دهد و باتوئو مجبور می‌شود ارتباطش را قطع کند.

## بازیگران
- اسکارلت جوهانسون در نقش سرگرد میرا کیلیان / موتوکو کوساناگی
  - کائوری یاماموتو در نقش موتوکو جوان
- تاکشی کیتانو در نقش رئیس دایسکی آراماکی
- مایکل پیت در نقش هیدئو کوزه
- پیلو اسبک در نقش باتو
- چین هان در نقش تُوگوسا
- لازاروس راتوره در نقش کارلوس ایشیکاوا
- ژولیت بینوش در نقش دکتر آولت
- پیتر فردیناندو در نقش کاتر
- یوتاکا ایزومیهارا در نقش سایتو
- تاواندا مان‌ییمو در نقش بورما
- ریلا فوکوشیما در نقش ربات گیشا
- آناماریا مارینکا در نقش دکتر دالین
- مایکل وینکات در نقش دکتر آزموند
- کائوری موموئی در نقش مادر موتوکو
- دنیل هنشال در نقش مرد لاغر